# Алёшин, Николай Владимирович
Николай Владимирович Алешин (род. 1978, Москва) — российский и московский муниципальный деятель, с 2 октября 2018 года префект Восточного административного округа города Москвы.

## Краткая биография
Родился в 1978 году в Москве, СССР.
В 2001 году окончил МГУ им. Ломоносова по профессии экономист.
С весны 2004 по осень 2009 года занимал должность главы управы района Богородское.
2 ноября 2011 года занимал должность заместителя префекта ВАО.
2 октября 2018 года был назначен на должность префекта ВАО города Москвы.